# 사라토프 수력발전소
사라토프 수력 발전소 또는 사라토프 GES(러시아어: Саратовская ГЭС)는 레닌 콤소몰 사라토프 수력 발전소(러시아어: Саратовская ГЭС имени Ленинского Комсомола)로도 알려져 있으며, 러시아 사라토프주 발라코보에 위치한 볼가강의 수력 발전 시설로, 사라토프 시에서 북동쪽으로 130km 떨어져 있다.

## 역사
이 발전소는 전후 대규모 산업화 계획인 공산주의의 위대한 건설 현장의 일부로 건설되었으며, 이는 볼가-카마 폭포 수력 댐을 형성하기 위함이었다. 건설은 1956년 6월 1일 소련 각료회의의 명령으로 승인되었다.
초기 설계는 실용적인 이유로 변경되어야 했지만, 지연 시간은 쿠이비셰프 GES가 가동되어 새로운 건설 현장에 직접 전력을 공급할 수 있을 만큼 충분했다. 많은 노동자들이 새로운 도시인 발라코보로 이주했으며, 그들의 경험은 매우 귀중했다. 이 건설은 전국적인 사업으로 선언되었고, 특히 젊은이들의 대규모 참여가 있었다. 이들의 큰 기여 때문에 나중에 발전소는 공산주의 청년 연맹인 콤소몰의 이름을 따서 명명되었다. 1967년 가을까지 댐이 완공되어 강이 막혔고, 그해 12월에 첫 4개의 발전소가 가동되었다. 전체적으로 발전소는 1971년 11월에 완공되었다고 선언되었다.

## 기술적 세부사항
현재 발전소는 길이 1,260미터, 높이 40미터의 인공 댐으로 구성되어 있으며, 총 길이 14킬로미터의 매립 토양 댐이 옆에 있어 사라토프 저수지를 형성한다.
발전소는 1,481MW의 정격 출력을 가지며, 연간 53억 5,200만 KWh의 에너지를 생산한다. 총 24개의 발전소가 있으며, 66MW급 회전 블레이드 터빈 17개, 60MW급 회전 블레이드 터빈 4개, 54MW급 수평 터빈 2개가 있다. 또한 추가로 11MW를 생산하는 어로가 있다.

## 경제적 가치
현재 이 발전소는 중앙 지역과 중부 볼가 지역에 귀중한 자산이다. 여러 인근 산업에 전력을 공급하고 비옥한 인접지를 관개한다. 사라토프 시의 대부분은 이 발전소에서 전력을 공급받으며, 나머지 에너지는 러시아 국영 전력망으로 흡수된다.

## 송전선
발라코보 원자력 발전소에서 오는 두 개의 500kV 송전선은 사라토프 수력 발전소를 가로질러 1.6km 길이의 구간으로 볼가강을 건넌다. 남쪽 송전선만 사라토프 HES에 연결되고, 북쪽 송전선은 연결 없이 니콜라예프카 송전소로 계속 이어진다. 사라토프 수력 발전소의 송전탑은 159미터, 볼가강 동쪽 강변의 송전탑은 197미터 높이이다. 이는 러시아에서 가장 높은 전력 파일론이다 출처.

## 같이 보기
- 재래식 수력 발전소 목록
- 러시아의 발전소 목록